# Sự kiện Ikedaya

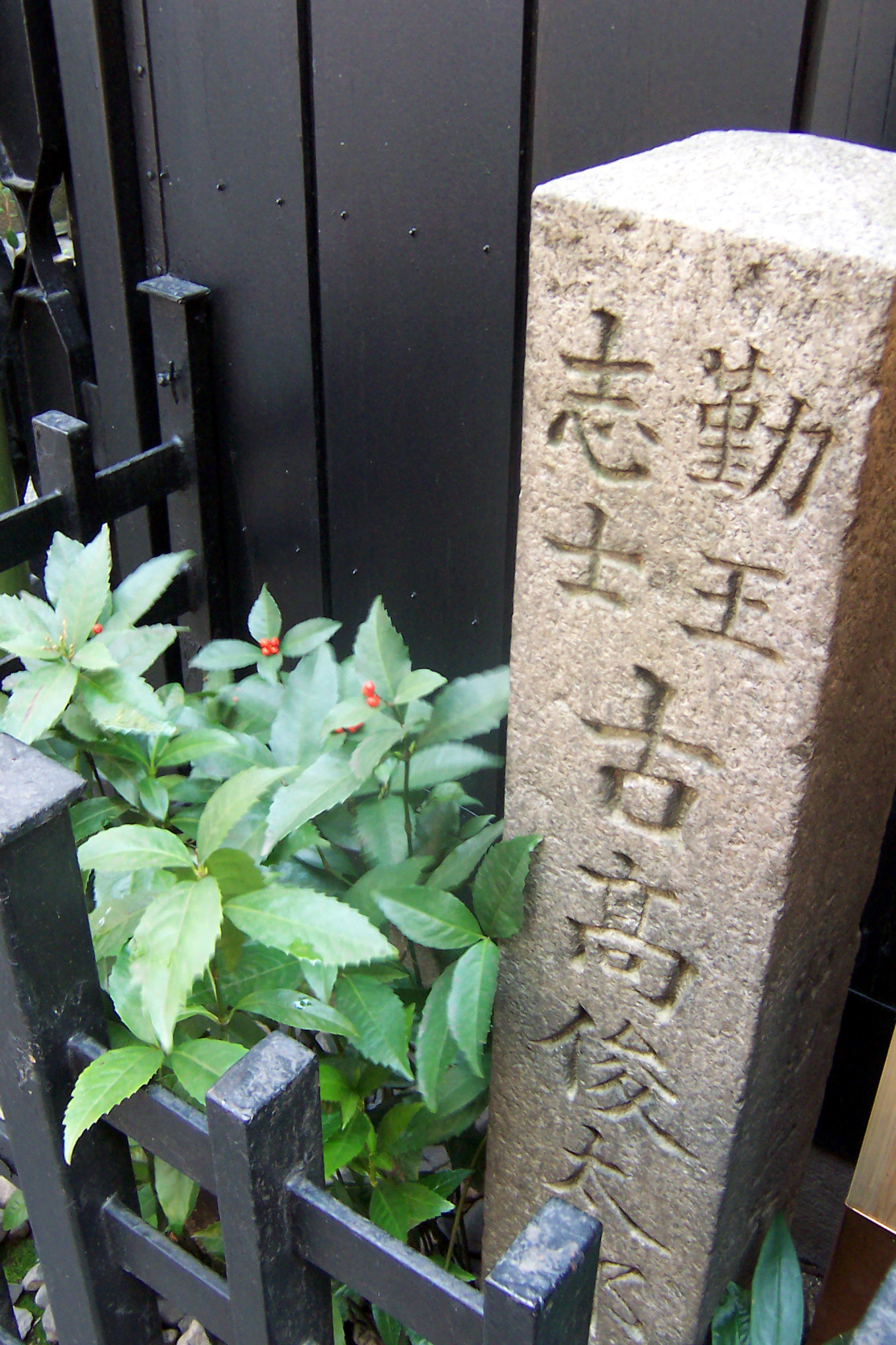
Dấu tưởng niệm tại nền cũ của quán trọ Ikedaya.

Ikedaya Jiken (池田屋事件) (Trì Điền Ốc Sự kiện), hay còn gọi là Sự kiện Ikedaya, là một cuộc chạm trán nổi tiếng giữa các shishi từ lãnh địa Chōshū (nay là Yamaguchi) và Shinsengumi, đội cảnh sát đặc biệt của Mạc phủ vào ngày 8 tháng 7 năm 1864 tại quán trọ Ikedaya ở Kyoto, Nhật Bản.

## Trong văn chương
Trận chiến ở quán trọ Ikedaya là điểm then chốt trong seri manga Shinsengumi Imon Peacemaker, và anime của nó, Peacemaker Kurogane. Đồng thời nó cũng xuất hiện trong manga Kaze Hikaru.
Rurouni Kenshin OVA Samurai X: Trust/Betrayal, lấy bối cảnh thời Minh Trị Duy Tân, cũng có miêu tả qua về sự kiện Ikedaya.